# تجاوز به همسر

در این مقاله، هر جا واژهٔ «تجاوز» به کار رفته، انحصاراً «تجاوز جنسی» مورد نظر بوده است.

تجاوز به همسر یا تجاوز جنسی زناشویی در ازدواج یک آمیزش جنسی بدون رضایت (یعنی تجاوز)  می‌باشد که متجاوز همسر قربانی است. این امر ترکیبی از تجاوز شریک زندگی، خشونت خانگی و سوء استفاده جنسی است.
معیار اصلی تشخیص و متمایز کردن تجاوز جنسی از آمیزش جنسی عدم رضایت می‌باشد.
زمانی تجاوز زناشویی از طرف قانون و جامعه به‌طور گسترده به عنوان جرم یا خطاکاری شناخته نمی‌شد اما امروزه این موضوع در بسیاری از جوامع در سراسر جهان و در کنوانسیون‌های بین‌المللی محکوم است و به‌طور روزافزون به به عنوان جرم کیفری غیرقانونی شناخته می‌شود. از نیمه دوم قرن بیستم مشکلات خشونت خانگی و جنسی درون ازدواج و درون واحد اجتماعی خانواده، و به‌طور کلی‌تر معضل خشونت علیه زنان توجه جامعه بین‌المللی را به خود جلب کرده‌است. هنوز در کشورهای بسیاری، تجاوز زناشویی در جرائم کیفری محکوم نیست و ادامه دارد؛ یا اینکه غیرقانونی است، اما به‌طور گسترده انجام می‌شود. چون قانون آن به ندرت اجرا می‌شود و این موضوع دلایل متفاوتی دارد: از اکراه به اعمال قانون پیگرد جرم گرفته تا ضعف معلومات عمومی دربارهٔ غیرقانونی بودن آمیزش جنسی تحمیل شده در ازدواج.
اکراه از غیرقانونی شدن و پیگرد دادستانی تجاوز زناشویی با دیدگاه‌های سنتی به ازدواج، تفاسیر تعالیم مذهبی و دینی، طرز فکرها دربارهٔ جنسیت مردانه انسان و گرایش‌های جنسی زنانه و دیدگاه سنتی به توقعات فرهنگی فرمانبرداری یک زن از شوهرش مرتبط است (دیدگاه‌هایی که در بسیار از مناطق جهان به صورت رایج ادامه یافته‌اند). این دیدگاه‌ها دربارهٔ ازدواج و جنسیت در اکثر کشورهای غربی از دهه ۱۹۶۰ و ۷۰، به‌طور ویژه به واسطه موج دوم فمینیسم که موجب به رسمیت شناخته شدن حقوق زنان برای تعیین سرنوشت (به معنی کنترل) در تمامی موضوعاتی که به بدن آنان مرتبط است شد، و به لغو شدن حق مصونیت یا مدافعهٔ تجاوز زناشویی برای متجاوزان ختم شد.
بسیاری از کشورها تجاوز زناشویی را از اواخر قرن بیستم به بعد به عنوان جرم کیفری (عمل غیرقانونی) تصویب کردند. پیش از دهه ۱۹۷۰ تعداد بسیار کمی از سیستم‌های قانونی برای تجاوز درون ازدواج اجازه پیگرد قانونی دادستانی را می‌دادند. فرایند غیرقانونی کردن از راه‌های مختلفی انجام شده‌است از جمله حذف استثناهای قوانین مدون و تصویب شده قوه مقننه در تعاریف تجاوز، تصمیمات قضایی دادگاه، ارجاع قانونگذاری شفاف و صریح در قوانین تصویب شده که از سوءاستفاده از ازدواج به عنوان یک عامل تدافعی برای همسر متجاوز ممانعت می‌کنند، یا تصویب و تعیین یک ماده تعریف جرم مختص به تجاوز زناشویی.
در کشورهای متعددی، اینکه تجاوز زناشویی در قوانین تجاوز معمول هست یا نیست هنوز روشن نیست اما در برخی از کشورها این موضوع تحت قوانین تصویب‌شده برای ممنوعیت خشونت همچون قوانین تعرض و ضرب و جرح به عنوان جرم تعریف شده‌است.

## ابعاد حقوقی و قانونی
در طول تاریخ، بسیاری از فرهنگ‌ها راهکاری از حقوقهمسران در ازدواج را برای آمیزش جنسی با یکدیگر داشته‌اند. این موضوع در حقوق مشترک (عرف) که در آمریکای شمالی و کشورهای همسود بریتانیایی، جایی که راه‌کار تجاوز زناشویی غیرممکن به نظر می‌رسید، اعتبار قانونی دارد. این موضوع در واضح‌ترین حالت ممکن توسط سر متیو هیل در رساله حقوقی ۱۷۳۶ او به نام تاریخچه دادخواست‌های تاج (کرون) (لاتین: Historia Placitorum Coronæ) شرح داده شده‌است. او نوشته‌است که یک تجاوز جنسی نمی‌تواند تجاوز تشخیص داده شود تا زمانی که همسر (زن) «خودش را به صورتی به شوهرش تسلیم کرده که نمی‌تواند خودش را جمع کرده و عقب بکشد». 

### رسمی شدن مصونیت تجاوز جنسی زناشویی در حقوق

#### حقوق مشترک و پادشاهی متحد بریتانیا[ت]
توضیحات هیل در تاریخچه دادخواست‌های تاج توسط هیچ مرجع قضایی حمایت نشد اما به عنوان یک نتیجه منطقی از قوانین ازدواج و تجاوز که در آن زمان قابل فهم بود مورد تأیید واقع شد. ازدواج حقوق نکاحی را به یک همسر داده و نمی‌توانست باطل شود مگر با لایحه یا قانون خصوصی مجلس ، از این رو به نظر می‌آمد که همسر نمی‌توانست به صورت قانونی رضایت با آمیزش جنسی را باطل کند و اگر رضایت می‌بود دیگر تجاوز در نظر گرفته نمی‌شد.
قاعده مشابهی در رساله دادخواست‌های تاج «ایست» (شرق) در ۱۸۰۳ و در دادخواهی و گواه در پرونده‌های کیفری «ارک‌بولد» در ۱۸۲۲ تکرار شد، اما این موضوع تا زمان آر وی کلارنس در آن نبود که این سؤال مصونیت اولین بار در یک جلسه دادگاه انگلیسی مطرح شد. کلارنس بر اساس دیدگاه متفاوتی بود و توافق شفافی بین ۹ قاضی مرتبط با وضعیت این قانون نبود.

### انتقاد فمینیستی قرن نوزدهم
از اوائل قرن نوزدهم، فعالان جنبش آزادی زنان، حقوق منظور شده برای مردان برای تحمیل کردن جبری سکس به همسرانشان را به چالش کشیدند. در ایالات متحده، «جنبش حقوق زنان قرن نوزدهم در کمپینی که به‌طور قابل توجهی توسعه یافته، مؤثر و مصر بود و تابوهای قرن نوزدهم را در برابر توجه عمومی مردم به سکس و جنسیت یادآوری می‌کرد علیه حق شوهر برای کنترل آمیزش جنسی زناشویی جنگید». اعضای اتحاد ملی جوامع طرفدار حق رای زنان (سافرجیست‌ها) شامل الیزابت کدی استانتون و لوسی ستون «حق زنان برای کنترل آمیزش جنسی زناشویی را به عنوان جزء اصلی برابری اجتماعی عنوان کردند.»
مطالبات فمینیستی قرن نوزدهم روی حق زنان برای کنترل بدن و بارداری زنان متمرکز شد، رضایت زنان در روابط جنسی زناشویی به عنوان یک مفهوم برای پیشگیری از بارداری و سقط جنین (که بسیاری مخالف بودند) تصویب شد و همچنین توجه اندیشه‌های اصلاح نژاد را به معضل تولید مثل افراطی منعطف کردند. فمینیست‌های لیبرال جان استوارت‌میل و هریت تیلور به تجاوز زناشویی به عنوان یک تبعیض شدید فاحش در حقوق مدنی و به عنوان مرکز و پاشنه اصلی حکمرانی بر زنان تاختند.
دفاع از عشق آزاد، شامل آغاز فمینیسم اقتدارگریز همچون ولدرین کلیر و اما گلدمن همچنین ویکتوریا وودهال، توماس لو نیکولز و ماری اس گوو نیکولز به یک تحلیل انتقادی تجاوز زناشویی برای دفاع از استقلال و لذت جنسی زنان پیوستند. موزس هارمن، یک ناشر و مدافع حقوق زنان کانزاسی، دو بار تحت قوانین کامستاک برای انتشار مقالات رسواگر (برای زنی که قربانی شده بود و دکتری که زنان نجات یافته از تجاوز زناشویی را درمان می‌کرد) به زندان افتاد. کلیر در یک مقاله محبوب و شناخته شده به نام «بردگی جنسی» از هارمن دفاع کرد. او هر گونه تفاوت بین تجاوز خارج از ازدواج و داخل ازدواج را مردود اعلام کرد.
و آن تجاوز است، جایی که یک مرد رابطه جنسی خودش را بر یک زن تحمیل می‌کند خواه آن مرد برای انجام اینکار از طریق قانون ازدواج مجاز باشد یا نباشد فرقی نمی‌کند.
برتراند راسل (که برنده جایزه نوبل ادبیات شد) در کتابش به نام ازدواج و اخلاقیات برای وضعیت ازدواج زنان اظهار تاسف کرد. او نوشت :
ازدواج برای زن معمول‌ترین حالت زندگی‌ست، و میزان آمیزش‌های جنسی ناخواسته (بدون تمایل) که در ازدواج بر زنان تحمیل می‌شود در کل از روسپیگری بیشتر است.

### کیفری و غیرقانونی‌شدن در قرن ۲۰ و ۲۱
با گسترش مفهوم‌های حقوق بشری و برابری، حق دفاع یا مصونیت از تجاوز زناشویی بیشتر به عنوان ناهنجاری دیده شد. فمینیست‌ها از دهه ۱۹۶۰ برای براندازی قانون مصونیت تجاوز زناشویی و اعلام آن به عنوان جرم کیفری به‌طور سیستماتیک تلاش کردند. غیرقانونی شدن رو به افزایش تجاوز زناشویی بخشی از طبقه‌بندی مجدد جرائم جنسی در جهان است «از زیر پا گذاشتن اخلاقیات، خانواده، عادت‌ها و سنت‌های خوب، احترام یا عفت و نجابت گرفته تا تعرض به آزادی، تعیین سرنوشت خود، یا درستکاری فیزیکی یا اخلاقی.» در دسامبر ۱۹۹۳، کمیساریای عالی حقوق بشر سازمان ملل متحد اعلامیه رفع خشونت علیه زنان را منتشر کرد. این اعلامیه تجاوز زناشویی را به عنوان یک نوع تجاوز به حقوق بشر عنوان کرد. در سال ۲۰۰۶ نیز گزارش دیگری از سوی دبیرکل سازمان ملل متحد با عنوان پایان خشونت علیه زنان منتشر شد.
اهمیت حق زنان برای تعیین جنسی سرنوشت خود به‌طور فزاینده‌ای به عنوان حقوق حیاتی زنان شناخته می‌شود. در سال ۲۰۱۲، کمیساریای عالی حقوق بشر، ناوانتم پیلای عنوان کرد که:
تجاوزها به حقوق انسانی زنان اغلب با نقش تولیدمثلی (تناسلی) و جنسی آنان پیوند خورده‌است. (...) در بسیاری از کشورها، زنان متأهل نمی‌توانند رابطه جنسی با همسران‌شان را قبول نکنند، و اغلب نمی‌توانند چیزی دربارهٔ استفاده از روش‌های پیشگیری از بارداری بگویند. (...) اطمینان از اینکه زنان استقلال کامل بر بدن‌شان را داشته باشند اولین قدم حیاتی به سمت رسیدن به برابری واقعی بین زن و مرد است. مسائل شخصی، همچون اینکه آن‌ها بخواهند که چه زمان، چگونه و با چه کسی آمیزش جنسی داشته باشند، و اینکه چه زمان، چگونه و با چه کسی بخواهند که فرزندانی داشته باشند، در قلب تپنده یک زندگی محترمانه می‌باشد.
برخلاف این روندها و جریانات بین‌المللی، غیرقانونی شدن تجاوز زناشویی در تمام کشورهای عضو سازمان ملل متحد رخ نداده‌است. تعیین وضعیت کیفری تجاوز زناشویی ممکن است چالش‌برانگیز باشد زیرا در حالی که برخی کشورها این عمل را به وضوح جرم معرفی می‌کنند و در قوانین تجاوز تصریح می‌کنند که ازدواج یک عامل تدافعی برای متجاوز نیست یا قانون جدیدی برای «تجاوز زناشویی» تصویب می‌کنند یا به شکلی دیگر شرایط و مقرراتی تعیین می‌کنند که تحت آن شوهر به تجاوز محکوم می‌شود، در عین حال در دیگر کشورها دو حالت دارد اینکه برخی کشورها شوهران را به وضوح از محکومیت به این جرم مصون یا معاف کرده و تجاوز را به رابطه جنسی تحمیل شده‌ای که خارج از ازدواج باشد محدود می‌کنند یا همسران امکان دفاع از خود به واسطه عامل ازدواج را دارند و از طرف دیگر در بسیاری از کشورها قوانین رایج تجاوز جنسی دربارهٔ این معضل ساکت هستند به این معنی که یا جرم تجاوز زناشویی تصویب شده اما آن را وابسته به حکم قضایی دادگاه می‌دانند یا اینکه قانون پیشین مصونیت شوهر از محکوم شدن به تجاوز حذف شده اما تجاوز زناشویی به صورت تلویحی و مبهم رسیدگی می‌شود.
در سال ۲۰۰۶ گزارش بررسی کامل دبیرکل سازمان ملل متحد دربارهٔ انواع خشونت علیه زنان اینگونه عنوان شد (صفحه 113):
تجاوز زناشویی حداقل در ۱۰۴ کشور امکان پیگیرد کیفری دارد. از این بین ۳۲ کشور تجاوز زناشویی را به عنوان یک جرم کیفری ویژه تنظیم کرده‌اند، در حالی که ۷۴ کشور دیگر تجاوز جنسی زناشویی را از دیگر مقررات تجاوز جنسی عمومی مستثنی نکرده‌اند. تجاوز جنسی زناشویی حداقل در ۵۳ کشور جرم قابل پیگرد کیفری توسط دادستانی نیست. چهار کشور تنها وقتی تجاوز جنسی زناشویی را جرم کیفری منظور می‌کنند که همسران به صورت قانونی جدا شده باشند. چهار کشور در حال رسیدگی به قانونگذاری اجازه پیگرد کیفری دادستانی برای تجاوز زناشویی هستند.
در سال ۲۰۱۱ گزارش نهاد زنان سازمان ملل متحد دربارهٔ پیشرفت زنان جهان: در تعقیب عدالت عنوان کرد که (صفحه 17):
تا آوریل ۲۰۱۱ حداقل ۵۲ کشور به‌طور واضح تجاوز زناشویی را در مقررات جرائم کیفری خودشان غیرقانونی اعلام کرده‌اند
به‌طور سنتی، تجاوز جنسی یک جرم کیفری و غیرقانونی بود که می‌توانست فقط خارج از ازدواج رخ دهد، و دادگاه‌ها قوانین تجاوز جنسی برای رابطه جنسی تحمیل شده داخل ازدواج اعمال نمی‌کردند. با تغییر و رشد دیدگاه‌های اجتماعی و محکومیت بین‌المللی خشونت جنسی در ازدواج و خانواده دادگاه‌ها قوانین حقوقی تجاوز جنسی را در داخل ازدواج نیز اعمال کردند. در حال حاضر در کشورهای بسیاری وضعیت این قانون شفاف نیست زیرا این قوانین در دادگاه‌های بسیاری از کشورها محک زده نشده‌اند. در برخی کشورها حوزه‌های قضایی قابل توجه که از حقوق جزایی ۱۸۶۰ هندی مشتق شده‌اند همچون سنگاپور، هند، بنگلادش، سری‌لانکا و میانمار و برخی کشورها در منطقه کارائیب مشترک‌المنافع، قوانین به وضوح همسران را از پیگرد کیفری مصون کرده‌است، برای مثال تحت قانون جزای هندی ۱۸۶۰ که در کشورهای منطقه مشتق شده‌است می‌گوید که «رابطه جنسی یک مرد با همسرش تجاوز جنسی نیست»
یک نمونه از کشورهایی که قانون تجاوز جنسی به وضوح شوهر را مستثنی می‌کند اتیوپی است که می‌گوید (ماده 620): «تجاوز به این معناست که هر کسی زنی را مجبور به رابطه جنسی خارج از ازدواج کند خواه به واسطه خشونت باشد یا ارعاب و ترس شدید، یا بعد از بیهوش کردن یا ناتوان کردن برای مقاومت باشد، سزاوار مجازات با حبس سخت (با اعمال شاقه) به مدت ۵ تا ۱۵ سال می‌باشد». نمونه دیگر سودان جنوبی است: «رابطه جنسی با زوج متأهل در تعریف این بخش تجاوز جنسی نیست» (ماده 247). به صورت معکوس نمونه‌ای از کشورهایی که قانون تجاوز جنسی به وضوح تجاوز جنسی زناشویی را جرم اعلام می‌کند نامیبیا است که در قانون مبارزه با تجاوز جنسی، شماره ۸ از ۲۰۰۰ می‌گوید: «هیچ ازدواج یا هیچ نوع از رابطه نباید تحت این قانون اساس دفاع از یک محکوم به تجاوز جنسی باشد.» نمونه دیگر از یک حوزه قضایی که جرم کیفری مختص برای تجاوز زناشویی تعیین کرده‌است بوتان است که تجاوز جنسی زناشویی در ماده ۱۹۹ قانون اساسی تعریف شده‌است: «متهم در صورتی که با همسر خودش رابطه جنسی بدون رضایت داشته باشد یا برخلاف تمایل همسرش باشد مجرم به تجاوز جنسی زناشویی شناخته می‌شود».
در اروپا تا حتی ۱۹۸۶ برای تعیین تجاوز جنسی زناشویی به عنوان جرم کیفری فشار بین‌المللی وجود داشت: قطعنامه مجلس اروپا برای خشونت علیه زنان در سال ۱۹۸۶ برای غیرقانونی کردن این موضوع فراخوان داد. این موضوع در پاراگراف ۳۵ توصیه‌نامه بین‌المللی هیئت وزرای شورای اروپا در ۳۰ آوریل سال ۲۰۰۲ نیز دوباره تکرار شد. این توصیه نامه رهنمودهایی را فراهم کرد برای اینکه چگونه قانونگذاری مرتبط با خشونت خانگی، تجاوز جنسی، و دیگر انواع خشونت علیه زنان می‌بایست تنظیم و اجرا شود. همچنین تعریفی از خشونت علیه زنان را ارائه کرد و فهرستی از نمونه‌های غیر جامع شامل تجاوز زناشویی (پاراگراف 1 Definition) اگرچه رویکرد به موضوع خشونت علیه زنان در بین کشورهای اروپایی به‌طور قابل توجهی متفاوت بود، اما دیدگاه سنتی قوانین خشونت علیه یک زن جرائمی هستند که برخلاف شئونات، شرافت و اخلاقیات هستند (و نه برخلاف استقلال در تعیین سرنوشت زن) که در دهه ۱۹۹۰ در بسیاری از کشورها رایج بود. توصیه‌نامه بالا می‌گوید که کشورهای عضو می‌بایست «مطمئن شوند که حقوق کیفری هر گونه خشونت علیه یک شخص در قالب خشونت جنسی یا فیزیکی، ترکیب‌های خشونت علیه آزادی جسمی، روانی و/یا جنسی آن شخص را پوشش می‌دهد و نه فقط خشونت اخلاقی، بی‌حرمتی یا بی‌عفتی» (پاراگراف 34). رویکرد منعطف به خشونت جنسی یا اشکال دیگر از آن علیه زنان در کشورهای اروپایی خاصی لزوماً بازتاب حقوق زنان در زمینه‌های دیگر زندگی در آن کشورها نیست (همچون زندگی سیاسی): در واقع به استثنای کشورهایی که برای حقوق پیشرفته زنان مشهور هستند برخی کشورها همچون فنلاند و دانمارک در این منطقه مورد انتقادات شدیدی واقع شده‌اند. یک گزارش سازمان عفو بین‌الملل در سال ۲۰۰۸، دربارهٔ قوانین دانمارکی دربارهٔ خشونت جنسی اینگونه شرح می‌دهد:
چنین مقرراتی با استانداردهای بین‌المللی حقوق بشر ناسازگار هستند که لازم است تمام قربانیان به صورت برابر پوشش داده شوند و هیچ استثنایی برای تجاوز جنسی زناشویی قائل نشوید.
 که منجر شد نهایتاً دانمارک قوانین جرائم جنسی خودش را در سال ۲۰۱۳ اصلاح نماید. تا پیش از سال ۲۰۱۳ در دانمارک قانون خشونت در خانواده چنین بود:
حقوق کیفری با سطح مجازات کاهش داده شده یا همراه با استثناء مجازات برای خشونت و تجاوز جنسی درون ازدواج در موارد خاص … و اگر متجاوز به زندگی مشترک به عنوان ازدواج با قربانی‌اش ادامه دهد یا با او ازدواج کند مجازات تجاوز جنسی می‌توانست کاهش یابد یا بخشیده شود.
 ارزش‌های مذهبی و فرهنگی که از فرمانبرداری زن و نابرابری حمایت می‌کنند در ارتباط با مسئله خشونت جنسی علیه زنان بسیار مورد توجه هستند، اما نیاز به تجزیه و تحلیل‌هایی بوده‌است از هنجارهای جنسی فرهنگی که با خشونت علیه زنان مدارا و بخشش می‌کنند و بر اساس مسائل کلیشه‌ای هم نیستند. ملا همچون و لورل ولدون می‌نویسند که «سیاست جنسیت فقط یک مسئله نیست بلکه وقتی کشورهای آمریکای لاتین برای تغییر سیاست‌های مرتبط با خشونت علیه زنان از کشورهای نوردیک سریع‌تر هستند، یک نفر حداقل باید به امکان راه‌های تازه برای اتحاد کشورها برای مطالعه بیشتر سیاست‌های جنسیتی توجه کند» عوامل مدارا با خشونت جنسی درون ازدواج (چه در قانون چه در عمل) بسیار پیچیده‌است، نبود درک درست از مفهوم رضایت و جبر به دلیل نبود آموزش مسائل جنسی و بحث‌های عمومی دربارهٔ جنسیت اغلب به عنوان عوامل سوءاستفاده جنسی مطرح می‌شوند اما از اینکه آموزش مسائل جنسی دربارهٔ این نظر که حق رضایت از و به خود کافی باشد نیز انتقاد شده‌است.
کشورهایی که کنوانسیون اتحادیه اروپا برای پیشگیری و مبارزه با خشونت علیه زنان و خشونت خانگی، اولین دستوالعمل اجرایی قانون در زمینه خشونت علیه زنان در اروپا را تأیید کردند به‌واسطه مقررات آن موظف شده‌اند تا اطمینان حاصل کنند که روابط جنسی بدون رضایت علیه یک همسر یا شریک زندگی غیرقانونی باشند. کنوانسیون در اوت ۲۰۱۴ به اجرا گذاشته شد. در پاراگراف ۲۱۹ گزارش تشریحی آن، سنت بلندمدت مدارا با تجاوز زناشویی و خشونت خانگی چه دوژور (قانونی) چه دفاکتو (در عمل) را اینگونه شرح می‌دهد:
تعداد زیادی از تخلفات رخ داده و مرتبط با این کنوانسیون جرائمی هستند که به‌طور کلی توسط اعضای خانواده، شرکای زندگی دوست یا دیگر افرادی که به‌طور مستقیم با محیط اجتماعی زندگی قربانی مرتبط هستند انجام شده‌اند. مثال‌های بسیاری از جلسات پیشین دادگاه در کشورهای عضو شورای اروپا نشان می‌دهند که در پیگرد قانونی چنین پرونده‌هایی، چه حقوقی چه قضایی، اگر متجاوز و قربانی برای مثال زن و شوهر متأهل یکدیگر بوده‌اند یا در ارتباط بوده باشند استثناء و مصون شده و پیگیری نشده‌است. مهم‌ترین مثال تجاوز درون ازدواج است که برای مدت زمان طولانی و به دلیل ارتباط بین قربانی و متجاوز، به عنوان تجاوز جنسی شناخته نمی‌شد.

#### تغییرات قانون
اتحاد شوروی(۱۹۲۲ تا ۱۹۶۰)، لهستان(۱۹۳۲)، چکسلواکی (۱۹۵۰)، برخی دیگر از اعضای بلوک کمونیست شرق، سوئد (۱۹۶۵)، و نروژ (۱۹۷۱) اسلوونی، سپس جمهوری سوسیالیستی اسلوونی در یوگسلاوی فدرال در سال ۱۹۷۷، کشورهایی پیشرو در اروپا بودند که تجاوز جنسی زناشویی را غیرقانونی و جرم کیفری اعلام کردند. دیوان عالی اسرائیل در حکم سال ۱۹۸۰ (۱۳۵۸ شمسی) تجاوز زناشویی را در قانونی بر اساس تلمود (بر اساس حداقل قرن ششم میلادی) به عنوان تجاوز جنسی تأیید کرد. در استرالیا فرایند غیرقانونی شدن با دولت نیو ساوت ولز در ۱۹۸۱ آغاز شد، توسط همه دولت‌های پس از آن از ۱۹۸۵ تا ۱۹۹۲ نیز از غیرقانونی بودن این موضوع پیروی شد. کشورهای متعددی که پیش‌تر تحت فرمانروایی بریتانیا بودند، در قوانین‌شان کانادا (1983) نیوزیلند(۱۹۸۵)، و ایرلند (۱۹۹۰) را دنبال کردند.
در اتریش سال ۱۹۸۹ تجاوز زناشویی غیرقانونی شد (و در ۲۰۰۴ به عنوان جرم ایالتی و دولتی شناخته شد بدان معنی که حتی در صورت غیاب شاکی (همسر) همچنان توسط دولت قابل پیگرد قانونی‌ست) در سوئیس تجاوز زناشویی در سال ۱۹۹۲ جرم شناخته شد (و در سال ۲۰۰۴ یک جرم دولتی و ایالتی شد) در اسپانیا حکم دیوان عالی در ۱۹۹۲ اعلام کرد که آمیزش جنسی درون ازدواج باید با رضایت باشد و جنسیت در ازدواج می‌بایست در چشم‌انداز اصل آزادی شخص برای تصمیم‌گیری دربارهٔ خودش با احترام به تحرک جنسی او فهمیده شود، از این رو محکومیت مردی که به جرم تجاوز جنسی به همسرش محکوم شناخته شود توسط دادگاه بدوی تعیین خواهد شد.
یک مورد جالب توجه در اروپا این است که در فنلاند تجاوز زناشویی پس از سال‌ها بحث و مذاکره فقط در سال ۱۹۹۴ غیرقانونی اعلام شد. پرونده خشونت خانگی در فنلاند توجه و بحث‌های بسیاری را از طرف جامعه جهانی جلب کرده‌است، زیرا از طرف دیگر فنلاند به عنوان کشوری که زنان حقوق بسیار پیشرفته‌ای را در رابطه با زندگی جمعی، سیاسی و پابلیک و مشارکت در حوزه جمعی (مشاغل، فرصت‌ها و غیره) دارند. این کشور به خاطر رویکردش به موضوع خشونت علیه زنان از سال ۲۰۰۶ مورد توجه انتقادات بین‌المللی قرار گرفته‌است. یک برآورد یوروبارومتر در سال ۲۰۱۰ دربارهٔ رویکردها و سیاست‌های اروپا به موضوع خشونت علیه زنان نشان داد که رویکردهای سرزنش قربانی در فنلاند بسیار رایج‌تر از دیگر کشورها هستند: ۷۴ درصد فنلاندی‌ها برای موضوع خشونت علیه زنان «رفتار تحریک‌آمیز زنان» را متهم کرده و سرزنش می‌کنند، که بسیار بیشتر از دیگر کشورهای اروپایی است. برای نمونه حتی بسیاری از کشورهایی که عموم مردم باور دارند که در بین کشورهای مردسالار اروپا هستند نیز درصد قابل توجه پایین‌تری را در بیانه داشتند: فقط ۳۳ درصد در اسپانیا، ۴۶ درصد در ایرلند و ۴۷ درصد در ایتالیا قربانی را سرزنش می‌کنند.
بلژیک از پیشتازان غیرقانونی اعلام کردن تجاوز زناشویی بوده‌است. در سال ۱۹۷۹، دادگاه استیناف بروکسل تجاوز زناشویی را به عنوان جرم شناسایی کرد و برای شوهری که رابطه جنسی را برخلاف خواست و میل همسرش به‌واسطه خشونت بسیار جدی بر او اعمال کرده بود را به جرم کیفری تجاوز گناهکار تشخیص داد. استدلال دادگاه این بود که اگرچه شوهر حق رابطه جنسی با همسرش را داشت اما همان‌طور که قوانین بلژیک اجازه نمی‌دهد که مردم برای احراز حقوق خود به خشونت متوسل شوند، این مرد حق نداشت که از خشونت برای تحمیل رابطه استفاده کند. در اصلاح قوانین سال ۱۹۸۹ تعریف تجاوز جنسی در بلژیک گسترش یافت و تجاوز زناشویی همانند دیگر انواع تجاوز مورد رسیدگی قرار گرفت.
قانون جمهوری ایرلند متشکل از قانون اساسی، حقوق مدون (اساسنامه) و عمومی، از قانون انگلیسی سرچشمه گرفته‌است. ماده تجاوز جنسی در حقوق کیفری در سال ۱۹۸۱ تجاوز را به عنوان «رابطه جنسی غیرقانونی یا نامشروع» بدون رضایت تعریف کرد. تلاش برای اینکه همسران نیز شامل چنین تعریفی بشوند توسط دولت حزب جمهوری‌خواه رزمندگان ایرلند در مجلس ۲۱ام ایرلند پذیرفته نشد. شان دوهرتی، وزیر دادگستری پیشنهاد داد که دادگاه‌ها بتوانند در برخی پرونده‌ها اجازه وارد کردن اتهام تجاوز را بدهند و اتهام‌های تعرض می‌تواند در دیگر پرونده‌ها تحت پیگرد کیفری دادستانی قرار گیرد. در سال ۱۹۸۷ یک مقاله بحث‌برانگیز توسط کمیسیون اصلاح قانون ایرلند عنوان کرد که «در غیاب حکم‌های ایرلندی در سرفصل قانون، قانون فعلی نمی‌تواند با هیچگونه درجه بالایی از اعتماد مطرح شود. اگرچه این‌طور به نظر خواهد آمد که در آن حوزه که مصونیت تجاوز زناشویی وجود دارد، به شرایطی محدود شده‌است که همسران هم‌باش هستند و هیچ اقدامی برای جدایی نشده یا حتی احتمالاً در فکر آن نیستند.» فراخوان این مقاله برای حذف هرگونه مصونیت و معافیت زناشویی «در کل مورد استقبال واقع گشت گرچه نظرات مخالفی دربارهٔ اینکه آیا این موضوع به شکایات ساختگی منتهی نشود یا پیشگیری از تجاوز در روابط زناشویی را تضمین نکند نیز مطرح شد.» ماده الحاقی تجاوز قانون کیفری ۱۹۹۰ واژه غیرقانونی را از تعریف تجاوز سال ۱۹۸۱ حذف کرد، و این عبارت که «هر دستور اجرای قانون برای یک شخص به‌واسطه مزیت اینکه شوهر برای تجاوز به همسرش نمی‌تواند گناهکار باشد» نیز حذف شد.
در فرانسه، در سال ۱۹۹۰ در پی یک پرونده که مردی همسرش را شکنجه و به او تجاوز کرده بود، دادگاه فرجام فرانسه موضوع همسران را برای تعرض جنسی تحت پیگرد قانونی قرار داد. در ۱۹۹۲ دادگاه مردی را که به همسرش تجاوز کرده بود را محکوم کرد با این عنوان که پیش فرض این است که همسران موافقت کرده‌اند که مواد قانون جنسی که تحت ازدواج اجرا می‌شوند فقط تا زمانی معتبر هستند که اختلاف تأیید شده باشد. در سال ۱۹۹۴ قانون ۹۴–۸۹ تجاوز زناشویی را غیرقانونی اعلام کرد قانون دوم در ۴ آوریل ۲۰۰۶ تجاوز توسط یار (شریک زندگی) را (شامل روابط خارج از ازدواج، خود ازدواج و اتحاد مدنی) به عنوان وضعیتی بدتر از تجاوز معمولی تحت پیگرد قانونی قرار داد.
آلمان تجاوز زناشویی را در سال ۱۹۹۷ غیرقانونی اعلام کرد، که از دیگر کشورهای توسعه یافته دیرتر بود. وزیران زن و فعالان حقوق زنان برای این قاون بیش از ۲۵ سال لابی کردند. پیش از ۱۹۹۷، تعریف تجاوز این بود «هر مردی که زنی را به رابطه جنسی خارج از ازدواج (زناکارانه) با خودش یا شخص سوم دیگری وادار کند، به زور یا تهدید به جان یا تهدید اعضای بدن، باید حداقل با ۲ سال زندان مجازات شود». در سال ۱۹۹۷ تغییراتی در قانون تجاوز صورت گرفت که تعریف را گسترش داد، آن در جنسیت بی‌طرف کرده و معافیت و مصونیت زناشویی را حذف کرد. قبلاً، تجاوز زناشویی فقط می‌توانست به‌واسطه اینکه «باعث آسیب رسیدن به بدن» شده باشد (ماده ۲۲۳ شترافگزتزبوخ (قانون کیفری آلمان))، «توهین» یا «دشنام» (ماده ۱۸۵ قانون کیفری) و «به کار بستن تهدیدها یا زور برای مجبور کردن یک شخص به انجام دادن، تحمل کردن یا چشم‌پوشی کردن از یک عمل» باشد تحت پیگرد قانونی قرار گیرد (نوتیگون(اجبار) ماده ۲۴۰ قانون کیفری آلمان) که محکومیت کمتری را عامل می‌شد. و به ندرت تحت پیگرد قرار می‌گرفت.
قانون تجاوز در بوسنی و هرزگوین پیش از اینکه یک قانون کیفری جدید در سال ۲۰۰۳ اجرا شود نیز شامل یک مصونیت قانونی می‌شد: «هر کسی که یک زن که همسرش نیست را، به‌واسطه زور یا تهدید به حمله آنی به جان یا بدن او یا یکی از نزدیکان او، به رابطه جنسی وادار کند می‌بایست به یک تا ۱۰ سال زندان محکوم شود». همچنین در پرتغال پیش از سال ۱۹۸۲ یک مصونیت قانونی وجود داشت.
تجاوز زناشویی در صربستان در سال ۲۰۰۲ غیرقانونی شد، پیش از آن تاریخ تجاوز با عنوان رابطه جنسی تحمیل شده خارج از ازدواج تعریف می‌شد. در مجارستان نیز شرایط یکسانی تا سال ۱۹۹۷ وجود داشت.
در سال ۱۹۹۴، در دادرسی شماره 223/94 V دادگاه استیناف لوکزامبورگ تأیید شد که قابلیت اجرای مقررات قانون کیفری تجاوز جنسی برای تجاوز زناشویی نیز قابل اجراست.
تجاوز زناشویی در هلند در سال ۱۹۹۱ غیرقانونی شد. تغییرات قانونگذاری تعریف جدیدی را از تجاوز در سال ۱۹۹۱ ارائه کرد که عفو و مصونیت زناشویی را حذف کرده و همچنین این جرم را از نظر جنسیت بی‌طرف کرد. پیش از ۱۹۹۱ تعریف قانونی تجاوز این بود که یک مرد به‌واسطه خشونت و تهدید یا فشار یا از این قبیل یک زن را به رابطه جنسی خارج از ازدواج اجبار کند.
قانون تجاوز در ایتالیا، ایتالیایی: violenza carnale (خشونت فیزیکی) شامل یک عفو و مصونیت قانونی نبود اما همچون دیگر کشورها موضوع تجاوز زناشویی در محدوده ازدواج قابل اجرا نبود. گرچه ایتالیا مشهور به جامعه مردسالار سنتی است اما خیلی زور در این جامعه پذیرفته شد که قانون تجاوز باید رابطه جنسی تحمیل شده در ازدواج را نیز پوشش دهد: در سال ۱۹۷۶ در حکم شماره ۱۲۸۵۷ سال 1976 (ایتالیایی: Sentenza n. 12857 del 1976)، دیوان عالی کشور دستور داد که «همسری که همسر دیگر را به‌واسطه خشونت یا تهدیدها وادار به تعرض فیزیکی کرده‌است مجرم به تعرض فیزیکی تشخیص داده خواهد شد»
تجاوز زناشویی در قبرس در سال ۱۹۹۴ غیرقانونی شد. در سال ۱۹۹۶ در جمهوری مقدونیه تجاوز زناشویی غیرقانونی اعلام شد. تجاوز زناشویی در کرواسی در سال ۱۹۹۸ غیرقانونی اعلام شد.
در یونان در سال ۲۰۰۶ قانون ۳۵۰۰/۲۰۰۶ تحت عنوان «برای مبارزه با خشونت خانگی» تصویب شد، که تجاوز زناشویی را جرم اعلام کرد. این قانون در ۲۴ اکتبر ۲۰۰۶ به اجرا گذاشته شد. همچنین این قانونگذاری انواع دیگر خشونت درون ازدواج و روابط هم‌باشی، و انواع دیگر سوءاستفاده از زنان را ممنوع کرد.
لیختن‌اشتاین تجاوز زناشویی را در ۲۰۰۱ غیرقانونی کرد.
تجاوز زناشویی در کلمبیا در ۱۹۹۶ و در شیلی در ۱۹۹۹ غیرقانونی شد.
تایلند در سال ۲۰۰۷ تجاوز زناشویی را غیرقانونی کرد. اصلاحات جدید با مجادله‌ها و مخالفت‌ها بسیاری مواجه شد. یکی از مخالفان قانون، پژوهشگر حقوق تاویکیت میناکانیت بود. او همچنین با اینکه تجاوز به صورت جرم بی‌طرف در جنسیت تعیین شود مخالفت کرد. او ادعا کرد که اجازه اینکه پرونده اتهام تجاوز برای یک شوهر علیه زنش تشکیل شود «منطق ناهنجار» است و از آنجایی که بسیاری از زنان تایلندی به شوهرانشان وابسته هستند، زنان (همسران) حاضر به طلاق یا به زندان انداختن شوهرانشان نمی‌شوند.
پاپوآ گینه نو تجاوز زناشویی را در سال ۲۰۰۳ غیرقانونی کرد. نامیبیا تجاوز زناشویی را در سال ۲۰۰۰ غیرقانونی کرد.
ماده ۳۷۵ قانون جزایی هند (IPC) سکس تحمیل شده در ازدواج‌ها را فقط تحت شرایطی غیرقانونی اعلام کرد که زوجه زیر ۱۵ سال باشد. از این رو تجاوز زناشویی هنوز یک جرم کیفری تحت IPC نیست. قربانیان تجاوز زناشویی مجبورند به قانون ۲۰۰۵ حمایت از زنان در برابر خشونت خانگی هند (PWDVA) مراجعه کنند. قانون PWDVA که در سال ۲۰۰۶ اجرا شد تجاوز زناشویی را غیرقانونی اعلام کرد. گرچه این قانون در هند کیفری نیست و فقط یک راه چاره تحت حقوق مدنی و آئین دادرسی شهروندی برای این جرم می‌باشد.
از کشورهایی که به تازگی تجاوز زناشویی را غیرقانونی کرده‌اند شامل زیمبابوه (۲۰۰۱)، ترکیه (۲۰۰۵)، کلمبیا (۲۰۰۵)، لیبریا (۲۰۰۶)، نپال (۲۰۰۶)، موریس (۲۰۰۷)، غنا (۲۰۰۷)، مالزی (۲۰۰۷)، تایلند (۲۰۰۷)، رواندا (۲۰۰۹)، سورینام (۲۰۰۹)، نیکاراگوئه (۲۰۱۲)، سیرالئون (۲۰۱۲)، کره جنوبی (۲۰۱۳)، بولیوی (۲۰۱۳)، ساموآ (۲۰۱۳)،تونگا (۱۹۹۹ تا ۲۰۱۳). دیده‌بانان حقوق بشر کشورهای متعددی را به خاطر کوتاهی در پیگرد قانونی مؤثر تجاوز زناشویی پس از غیرقانونی شدن مورد انتقاد قرار داد. آفریقای جنوبی که در سال ۱۹۹۳ تجاوز زناشویی را غیرقانونی کرد، اولین محکومیتش برای تجاوز زناشویی را در سال ۲۰۱۲ به خود دید.

#### ایالات متحده
تاریخ حقوقی قوانین تجاوز زناشویی در ایالات متحده بسیار طولانی و پیچیده‌است که به چندین دهه گذشته برمی‌گردد. قوانین تجاوز سنتی در US، تجاوز را به عنوان رابطه جنسی تحمیل شده توسط یک مرد با «یک زن که همسر وی نیست» تعریف کرد بودند که به وضوح برای زوج‌های متأهل اعمال نمی‌شد. در سال ۱۹۶۲ قانونی جزای نمونه عنوان کرد که «مردی که با یک زن که همسر وی نیست رابطه جنسی داشته باشد در صورتی مرتکب تجاوز شده‌است که : ...»
غیرقانونی شدن تجاوز زناشویی در آمریکا در میانه دهه ۱۹۷۰ آغاز شد و در ۱۹۹۳ در تمام ۵۰ ایالت به عنوان یک جرم کیفری حداقل تحت یکی از مواد قانون جرائم جنسی شناخته شد. در طول دهه ۱۹۹۰ بیشتر ایالت‌ها نحوه برخورد با تجاوز زناشویی و تجاوز غیر زناشویی را از طریق تفاوت‌هایی چون محکومیت‌های کوتاه‌تر یا شرایط منحصر به فرد در جایی که خشونت به کار برده شده یا دوره‌های گزارشی کوتاه‌تر، از هم متمایز کردند. (برگن، ۱۹۹۶؛ راسل، ۱۹۹۰).
این قوانین همراه با بیشتر ایالت‌هایی که در قرن ۲۱ام در حال اصلاح قانوگذاری خودشان برای وارد کردن قوانین تجاوز زناشویی به حوزه تجاوز غیر زناشویی هستند به تغییر و گسترش خود ادامه داده‌اند، اما حتی امروزه هنوز تفاوت‌هایی در برخی ایالت‌ها وجود دارد. در سال ۲۰۰۵ با حذف نیازمندی به سطح بالاتر از خشونت برای تشخیص تجاوز زناشویی از قانون تنسی (که اکنون تجاوز جنسی زناشویی را همچون تجاوز جنسی بررسی و قضاوت می‌کند) تنها منطقه‌ای که هنوز به پیش‌نیاز خشونت یا فشار بیش از حد ادامه داده‌است کالیفرنیای جنوبی است (زور یا خشونتی که استفاده شده یا تهدید به آن شده می‌بایست از یک «نوع خشمگین‌تر و بالاتر» باشد).
در بیشتر ایالت‌ها، کیفری ساختن به‌واسطه حذف معافیت‌ها (بهانه‌های مصون‌کننده) از قانون تجاوز جنسی عمومی به‌واسطه قانونگذاری یا مردود شمردن معافیت‌ها توسط دادگاه‌ها به عنوان مغایرت با قانون اساسی انجام شده‌است. اگر چه در برخی ایالت‌ها، سیستم قانونگذاری یک جرم مختص به تجاوز زناشویی را ایجاد کرده‌است. برای مثال در کالیفرنیا، جایی که دو نوع متفاوت از جرائم کیفری وجود دارد: تجاوز (ماده ۲۶۱) و تجاوز زناشویی (ماده ۲۶۲).

#### انگلیس و ویلز

##### پیشینه
اگرچه مسئله تجاوز زناشویی توسط فمینیست‌ها در قرن نوزدهم مطرح شد و توسط اندیشمندانی چون جان استوارت‌میل و برتراند راسل تاسف‌بار و رقت‌انگیز عنوان شد (بالاتر بخش انتقاد فمینیستی قرن نوزدهم را ببینید) اما تا دهه ۱۹۷۰ نبود که این مسئله در یک سطح سیاسی مطرح شده بود. اواخر دهه ۱۹۷۰ نیز تصویب قانون الحاقی جرائم جنسی ۱۹۷۶ را به خود دید که اولین تعریف قانونی تصویبی تجاوز جنسی را برای اولین بار ارائه کرد (پیش از این، تجاوز جنسی حقوق مشترک عرف جرم بود و نه جرم کیفری). کمیته بازبینی قانون کیفری در گزارش ۱۹۸۴ خودشان دربارهٔ جرائم جنسی، پیشنهاد اینکه جرم تجاوز باید به روابط زناشویی نیز گسترش داده شود را نپذیرفت و این چنین گفته شد:
اکثریت ما … معتقدیم که تجاوز جنسی نمی‌تواند در خلاصه قانون به عنوان فقط «رابطه جنسی بدون رضایت» مورد توجه قرار گیرد. شرایط تجاوز جنسی می‌تواند به‌طور قابل ملاحظه‌ای شدید و وخیم باشد. این خصوصیت در مورد شوهر و زنی که با یکدیگر هم‌باشی می‌کنند و یک رابطه جنسی بدون رضایت زن انجام می‌شود وجود ندارد. آن‌ها می‌توانند رابطه جنسی خوبی را به‌طور مرتب داشته باشند پیش از اینکه مشکلی پیش آید، چون یک رابطه جنسی می‌تواند با درجه‌ای از سازش و مصالحه همراه باشد، زن ممکن است گاهی اوقات با یک اکراه با داشتن چنین رابطه جنسی‌ای موافقت کند. اینکه آیا باید مرد بیشتر پیش برود و او را مجبور به رابطه جنسی بدون رضایت خودش کند، می‌تواند نشانه‌ای از یک فقدان رابطه زناشویی باشد. اما این خیلی از آن جرم «روشن» و «وخیم» که توضیح داده شد به دور است. جایی که شوهر آنقدر پیش برود که باعث آسیب شود، در آنجا تعرض‌های قابل قبولی علیه شخص صورت گرفته که مرد می‌تواند متهم شود اما اتهام رفتاری شوهر آسیبی ست که او باعث آن شده نه آن رابطه جنسی که او آن را تحمیل کرده.
کمیته همچنین دیدگاه‌های کلی‌تر بیشتری را دربارهٔ خشونت خانگی عنوان کرد که بر سر این بحث می‌کرد که «خشونت در برخی ازدواج‌ها رخ می‌دهد اما همسران (زن‌ها) همیشه مایل نیستند که قید و بند و گره زناشویی قطع شود» و تکرار کرد که این دیدگاه که دعواهای خانگی بدون آسیب جسمی به‌طور کلی خارج از محدوده قانون هستند: «برخی از ما فکر می‌کنیم که قانون کیفری باید خارج و جدا از روابط زناشویی بین شرکای زندگی هم‌باش به ویژه بستر ازدواج باشد به استثنای جایی که آسیب جسمی نمایان شود، زمانی که اتهام جرائم دیگری می‌تواند وارد شود.»
پنج سال بعد در اسکاتلند، دیوان عالی دادگستری دیدگاه متفاوتی را اتخاذ کرد که مصونیت زناشویی را در S. v. H.M. Advocate 1989 حذف می‌کرد. اتفاق یکسانی در سال ۱۹۹۱ در انگلستان و ویلز در رخ داد در R v R (در پایین ببینید). خیلی زود در پایان سال ۱۹۹۱ در استرالیا، در R v L، دادگاه عالی استرالیا دستور یکسانی را صادر کرد بر این مبنی که اگر معافیت حقوق مشترک هرگز بخشی از قانون استرالیا نشده بود، این وضعیت بیشتر ادامه نیافت (تا آن زمان اکثر ایالت‌ها و قلمروهای استرالیا قبلاً مصونیت‌ها را به‌واسطه قانون تصویبی حذف کرده بودند).

##### پایان مصونیت
مصونیت تجاوز جنسی زناشویی در انگلستان و ویلز در سال ۱۹۹۱ توسط کمیته استینافی خانه لردها در پرونده آر وی آر حذف شد. این موضوع قبلاً در سال ۱۷۳۶ در تاریخچه دادخواست‌های تاج متیو هیل رسماً اعلام شده بود. (بالا را ببینید)
اولین پیگرد قانونی یک شوهر برای تجاوز به همسرش پرونده آر وی کلارک بود. که تصمیم دادگاه به جای تلاش برای بحث و استدلال مستقیم علیه منطق هیلز، در این مورد از نظر دادگاه رضایت به‌واسطه قرار صادره (دستور دادگاه) برای غیر همباشی باطل بوده‌است. این اولین نوبت از پرونده‌هایی بود که دادگاه‌ها دلایل کافی برای به‌کار بستن مصونیت زناشویی را نیافتند، به‌طور برجسته آر وی اُبرین (دریافت حکم مشروط)، آر وی استیل(تعهد شوهر به دادگاه برای آزار نرساندن به همسر) و آر وی رابرتز (توافق جدایی رسمی).
حداقل چهار مورد ثبت شده از اینکه شوهر موفق به استفاده از مصونیت زناشویی شده باشد در انگستان و ویلز وجود داشته‌است. اولی آر وی میلر که به تصمیم دادگاه زوجه رضایتش را به‌طور قانونی باطل نکرده بود برخلاف داشتن شکایت ارائه شده برای طلاق. آر وی کوالسکی در پی آر وی شارپلس، و چهار مورد در ۱۹۹۱ در پرونده آر وی جـِی که قضاوت پس از تصمیم دادگاه اولیه دادگاه تاج (کرون) انگلستان و ویلز در آر وی آر انجام شد اما پیش از حکم خانه لردها (خانه اعیان) برای حذف مصونیت بود. در مورد میلر، کوالسکی و آر وی جی شوهران به جای تجاوز به جرم تعرض محکوم شدند. پرونده کوالسکی در بین دیگر موارد یک آمیزش جنسی دهانی بدون رضایت بود. در این مورد شوهر به جرم تعرض غیراخلاقی محکوم شد، آن طور که دادگاه حکم داد که «رضایت ضمنی زوجه» برای ازدواج فقط به رابطه جنسی واژنی (مهبل) ختم می‌شده‌است نه مواردی دیگر چون فلاتیو (تحریک با زبان). (در آن زمان جرم تجاوز فقط برای رابطه جنسی واژنی بود)
در پرونده تجاوز آر وی شارپلس سال ۱۹۹۰ زوجه در سال ۱۹۸۹ پیش از تجاوز حکم محافظت خانوادگی دریافت کرده بود اما دادگاه با این عنوان که حکم محافظت رضایت همسر را باطل نمی‌کند تجاوز را از نظر قانونی باطل دانست.
آر وی آر 1991 اولین موقعیت و فرصتی بود که مصونیت حقوق زناشویی تا اعتراض خانه اعیان (لردها) رفت و با سه پرونده که از ۱۹۸۸ با مصونیت حقوق زناشویی نگه داشته شده بودند دنبال شد و قاضی اصلی، هنری کیث، بارون کیث کینکل با اکثریت آراء تأیید کرد. او عنوان کرد که تغییرات اعمال شده در دادگاه‌های پایین‌تر برای اجتناب از اعمال معافیت حقوق زناشویی نشانه از پوچ بودن دستور و ممانعت تشخیص داده شد که همراستا با قضاوت‌های تازه‌تر در اسکاتلند و دادگاه استیناف در آر وی آر می‌باشد. گفته شد که «بهانه رضایت ضمنی امروزه هیچ کاربرد مفیدی در قانون تجاوز ندارد» و معافیت حقوق زناشویی «بهانه حقوق مشترک» بود که هرگز دستور درستی در قانون انگلستان نبوده‌است؛ و هم‌زمان فرجام رد شد و شوهر خاطی به جرم تجاوز به همسرش محکوم شد.

##### پیامدها
تا زمانی که مصونیت در سال ۱۹۹۱ حذف شد، قبلاً کمیسیون قانون در ورکینگ پیپر(مقاله کاری) ۱۹۹۰ خودش از حذف مصونیت حمایت کرده بود همچنین در فاینال ریپورت(گزارش نهایی) در ۱۹۹۲. از این رو این تغییر زیاد جدال‌برانگیز نبود اما اگر چه حذف معافیت بحث برانگلیز نبود اما چون قانون از روش معمول اصلاح نشده بود موضوع روش تغییر، بحث‌برانگیز شد. پرونده‌های SW v UK و CR v UK در پاسخ به R v R تشکیل شدند که خواهان‌ها (محکوم به تجاوز و تجاوز به همسر بودند) به دادگاه حقوق بشر اروپا اعتراض کردند با این عنوان که محکومیتشان یک دادخواستی مرتبط با ماده ۷ قانون تجاوز به حقوق دیگران در کنوانسیون حقوق بشر اروپا بوده‌است. آن‌ها مدعی شدند که در آن زمان معافیت حقوق مشترک دربارهٔ تجاوز اجرا می‌شد از این رو محکومیت‌شان پست فکتو است (قانونی نیست). استدلال آن‌ها از طرف دادگاه حقوق بشر اروپا پذیرفته نشد زیرا غیرقانونی ساختن تجاوز زناشویی به‌طور عقلانی در حقوق کیفری در پرتو رشد و تکامل هنجارهای اجتماعی قابل پیش‌بینی بود و ماده ۷ قانون توسعه گام به گام قضایی دربارهٔ تفسیر یک جرم را ممنوع نمی‌کند.
در سال ۱۹۹۴ به‌واسطه پاراگراف ۱۴۲ قانون دستورالعمل عمومی و دادگستری کیفری ۱۹۹۴  که تعریف گسترده‌تری را ارائه می‌کرد از جمله سکس مقعدی و حتی تعریفی گسترده‌تر در قانون جرائم جنسی ۲۰۰۳ که شامل آمیزش جنسی دهانی می‌شد، تعریف جدیدی از جرم تجاوز را ایجاد کرد. قانون تجاوز پس از حذف مصونیت در سال ۱۹۹۱ هرگز تفاوتی در مجازات متجاوز بر اساس روابط بین قربانی و متجاوز قائل نشد و نمی‌شود. گرچه در سال ۱۹۹۳ در پرونده R v W 1993 14 Cr App R (S) 256ف حکم دادگاه اینچنین بود: «نباید این‌طور فکر شود که یک مجازات متفاوت و کمتر به‌طور خودکار برای تجاوز به همسر توسط شوهرش در نظر گرفته شود. همه چیز به شرایط پرونده بستگی دارد. جایی که طرفین هم‌باشی می‌کنند و شوهر به رابطه جنسی برخلاف میل همسرش اما بدون خشونت یا تهدید اصرار کرده‌است، این می‌تواند مجازات را کاهش دهد. جایی که رفتار فاحش و همراه با ارعاب یا خشونت باشد رابطه بین آن‌ها در تعیین مجازات تجاوز اهمیت چندانی نخواهد داشت.»
در R v R آن زمان تجاوز جنسی در حقوق مشترک ایرلند شمالی جرم بود. از آنجایی که حقوق مشترک ایرلند شمالی شبیه قانون انگلستان و ویلز است و تا حدودی از منابع یکسان استخراج می‌شود هم‌زمان مصونیت زناشویی از آن نیز حذف شد. برای اولین بار در ایرلند شمالی در مارس ۲۰۰۰ یک مرد از بلفاست برای تجاوز به همسرش محکوم شد.
تا ۲۸ ژوئیه ۲۰۰۳، تجاوز جنسی در ایرلند شمالی فقط یک تجاوز در حقوق مشترک بود که در تعریف فقط می‌توانست توسط یک مرد علیه یک زن از طریق واژن اعمال شده باشد. بین ۲۸ ژوئیه ۲۰۰۳ و ۲ فوریه ۲۰۰۹ تجاوز توسط دادگستری کیفری ایرلند شمالی اینگونه تعریف شد «هر گونه رابطه جنسی بدون رضایت توسط یک مرد با یک شخص» اما همچنان جرم مربوط در حقوق مشترک نیز باقی ماند و آمیزش جنسی دهانی مطرح نشده بود و مستثنی باقی ماند. در ۲ فوریه ۲۰۰۹ جرائم جنسی (ایرلند شمالی) فرمان 2008 اجرا شد و جرم تجاوز در حقوق مشترک را حذف کرد، و تعریفی را ارائه کرد که شبیه قانون جرائم جنسی ۲۰۰۳ انگلستان و ویلز بود. سرویس دادستانی عمومی سیاست یکسانی را برای تجاوز زناشویی در پیش گرفت که برای دیگر انواع تجاوز استفاده می‌کند. سند سیاست پرونده‌های دادستانی تجاوز جنسی می‌گوید: «این سیاست برای همه نوع از تجاوز جنسی شامل تجاوز جنسی زناشویی و تجاوز جنسی در یک رابطه، تجاوز جنسی به خویشاوند و غریبه، چه علیه یک مرد بوده باشد چه علیه یک زن اجرا می‌شود».

#### استرالیا
غیرقانونی کردن تجاوز زناشویی در تمام ایالت‌ها و قلمروهای استرالیا هم از طریق تصویب قوه مقننه هم از طریق پروند حقوقی از اواخر دهه ۱۹۷۰ تا اوائل دهه ۱۹۸۰ انجام شد.

### ازدواج پس از تجاوز
در فرهنگ‌های گوناگون، ازدواج پس از تجاوز به یک زن مجرد به عنوان یک راه حل تاریخی برای تجاوز بوده‌است. با ارجاع به رهنمود انجیل (به ویژه کتاب شِموت ۲۲:۱۶–۱۷ و کتاب سفر تثنیه ۲۲:۲۵–۳۰) اصلاحات کالوینیستی ژنو به پدر یک زن مجرد اجازه موافقت با ازدواج دخترش با یک متجاوز را داد در پس اینکه شوهر حق طلاق ندارد و زن هیچ حق جدایی واضحی برای نپذیرفتن ندارد. در بین فرهنگ‌های کهن باکرگی بسیار با ارزش بود، و زنی که مورد تجاوز قرار می‌گرفت شانس کمی برای ازدواج داشت. این قوانین متجاوز را مجبور به ازدواج با قربانی می‌کرد.
گرچه قوانینی که متجاوز مرد را به‌واسطه ازدواج با قربانی‌اش تبرئه می‌کند اغلب مربوط به خاورمیانه است اما چنین قوانینی تا نیه دوم قرن بیستم در سراسر جهان رایج بود. برای مثال، اواخر ۱۹۹۷ چهارده کشور آمریکای لاتین چنین قوانینی داشتند، گرچه اکثر این کشورها امروزه این قوانین را حذف کرده‌اند. چنین قوانینی در کشورهای زیر به این ترتیب زمان حذف شدند: مکزیک در سال ۱۹۹۱، در السالوادور در ۱۹۹۶، کلمبیا در ۱۹۹۷، پرو در ۱۹۹۹، شیلی در ۱۹۹۹، مصر در ۱۹۹۹، اتیوپی در ۲۰۰۵، برزیل در ۲۰۰۵، اوروگوئه در ۲۰۰۵، گواتمالا در ۲۰۰۶، کاستاریکا در ۲۰۰۷، پاناما در ۲۰۰۸، نیکاراگوئه در ۲۰۰۸، آرژانتین در ۲۰۱۲، مراکش در ۲۰۱۴، اکوادور در 2014.
این روش مجبور کردن قربانیان تجاوز جنسی به ازدواج با متجازان‌شان حتی در بسیاری از کشورها که قوانین مجاز بودن این امر حذف شده‌اند نیز هنوز ادامه دارد. برای مثال، در اتیوپی جایی که ازدواج با عروس‌ربا هنوز رایج است در حالی که این موضوع تحت قانون جزای جدید ۲۰۰۴ غیرقانونی شده‌است.
در سال ۲۰۱۲ یک دختر مراکشی ۱۶ ساله در پی اجبار خانواده که او را مجبور به ازدواج با متجاوز خودش کرده بودند اقدام به خودکشی کرد، و به گفته دادستان پس از ازدواج توسط متجاوزش مورد تجاوز و آزار قرار گرفته بود. در پی این قضیه اعتراضاتی از طرف فعالان علیه قانونی که اجازه ازدواج متجاوز با قربانی برای فرار از مجازات کیفری را می‌دهد، و علیه این روش که در مراکش رایج است نیز صورت گرفت. نهایتاً این قانون در سال ۲۰۱۴ لغو شد.
کشورهایی که در قانون تصریح کرده‌اند که متجاوز در صورتی که با قربانی ازدواج کند از مجازات معاف است: لبنان، الجزایر، تونس، عراق، کامرون، و بحرین.

## رواج
تخمین زدن رواج آن به دلیل محدودیت‌ها بسیار سخت است، در فرهنگ‌های بسیاری مسائل جنسی تابو است. یکی از مشکلات درک ضعیف نسبت به این موضوع در بسیاری از نقاط جهان است، زیرا مطابق هنجارها یک سیستم دوگانه را دربارهٔ اخلاقیات جنسی در نظر می‌گیرند یکی رابطه جنسی خارج از ازدواج که همیشه به عنوان اشتباه دیده می‌شود (و معمولاً غیرقانونی) و دیگری رابطه جنسی داخل ازدواج که به عنوان وظیفه اجتناب ناپذیر دیده می‌شود. درک نسبت به مسائل مربوط به رضایت نیز بسیار فقیر و ضعیف است به ویژه برای زنان متأهل جوان (که اغلب دختران جوانی هستند که حتی درک درستی از جنسیت ندارند). برای مثال در مصاحبه‌ای طی مطالعات سازمان بهداشت جهانی سازمان ملل، یک زن از بنگلادش که توضیح می‌داد که از شوهرش کتک می‌خورد و او را مجبور به سکس می‌کند گفت که: «من فقط فکر می‌کردم که این طبیعی ست که یک شوهر چنین رفتاری داشته باشد.» تحقیق مرتبط با مناطق خاص با سطح بالایی از خشونت شامل خشونت جنسی علیه زنان توسط شوهران یا شرکای زندگی همراه بود. یک مثال از چنین مناطقی اتیوپی بود.
در سال ۱۹۸۲ در ایالات متحده، دایانا راسل، نویسنده و فعال حقوق زنان، تحقیق را دربارهٔ تجاوز زناشویی منتشر کرد. این تحقیق دربارهٔ ۹۳۰ زن از سن‌فرانسیسکو کالیفرنیا بود (ارزیابی ۵۰ درصد بدون پاسخ، زنان آسیایی به‌طور ویژه به عنوان پاسخ‌دهندگان غیرقابل استناد مستثنی شده بودند)، از ۶۴۴ نفری که متأهل یا مطلقه بودند یا کسانی که به گفته خودشان شوهر داشتند اما قانونی ازدواج نکرده بودند. شش نفر از این زنان (یک درصد) پاسخ داده بودند که توسط شوهرانشان مورد تجاوز قرار گرفته‌اند. هرچند که مصاحبه‌کنندگان در بررسی بر اساس داده‌ها ۷۴ نفر (۱۲ درصد) را به عنوان مورد تجاوز قرار گرفته طبقه‌بندی کردند. از ۲۸۶ نفر زن مجرد ۲۲۸ نفر (۸۰ درصد) به عنوان مورد تجاوز قرار گرفته طبقه‌بندی شدند. راسل متوجه شد که وقتی نمونه‌های تکرار شده تجاوز شوهران در نظر گرفته می‌شود ۳۸ درصد از کل موارد تجاوز در این دسته هستند که تجاوز زناشویی را یکی از رایج‌ترین انواع تجاوز می‌کند.

## آسیب‌های روانی و فیزیکی[ذ]
تجاوز یک همسر یا شریک زندگی در بیشتر موارد، همراه با خشونت فیزیکی است. یک مطالعه ۹ ملیتی در اتحادیه اروپا نشان داد که حدود ۲۵ درصد از کل مرتکبان تعرض‌ها، شرکای فعلی یا سابق زندگی بودند. رواج خشونت در بین شرکای سابق زندگی با ۵۰ درصد مواقع و شرکای فعلی ۴۰ درصد مواقع از خشونت غریبه‌های تازه آشنا شده بیشتر بود که ۲۵ درصد مواقع بودند.
در حالی که تجاوز توسط غریبه یک آسیب روحی روانی شدید است، اما به‌طور معمول رویدادی ست که فقط یک بار اتفاق می‌افتد و به وضوح به عنوان تجاوز جنسی برداشت می‌شود. در مورد تجاوز توسط شوهر یا شریک زندگی جنسی بلندمدت، پیشینه آن رابطه بر واکنش قربانی تأثیر می‌گذارد. یک تحقیق نشان داد که آسیب‌های تجاوز زناشویی از نظر روانی و فیزیکی می‌تواند بیشتر از تجاوز یک غریبه باشد. تجاوز زناشویی می‌تواند به عنوان بخشی از رابطه توهین آمیز رخ دهد. آسیب روحی تجاوز به دیگر تأثیر رفتارهای توهین‌آمیز یا سوءاستفاده یا حرف‌های تحقیرکننده افزوده می‌شود. به علاوه تجاوز زناشویی به ندرت رویدادی ست که یک بار رخ دهد و معمولاً تکرار می‌شود.
برخلاف دیگر انواع تجاوز جنسی که قربانی خودش را از متجاوز دور می‌کند و دیگر با او روبرو نمی‌شود، در تجاوز زناشویی قربانی اغلب هیچ اختیار و انتخابی برای ادامه زندگی با شوهرش ندارد: در بسیاری از نقاط جهان طلاق بسیار مشکل است و همچنین به شدت لکه ننگ است. آژانس مشاوره و درمان آسیب‌های سوءاستفاده (ACT) (آژانس ناسودبر و خصوصی فلوریدا که به قربانیان خشونت خانگی، تعرض جنسی و قاچاق انسان خدمات درمانی و مشاوره می‌دهد) عنوان می‌کند که:
وقتی زنی توسط یک غریبه مورد تجاوز قرار می‌گیرد مجبور است با خاطره وحشتناک آن زندگی کند. وقتی او توسط شوهرش مورد تجاوز قرار می‌گیرد مجبور است با خود متجاوز زندگی کند.

## در محدوده ازدواج اجباری کودکان
ازدواج اجباری و ازدواج کودکان در بسیاری از نقاط جهان رایج است به ویژه آسیا، آفریقا و خاورمیانه. ازدواج اجباری ازدواجی است که بدون رضایت آزادانه و اختیار طرفین انجام می‌شود؛ و ازدواج کودکان ازدواجی است که هر یک از طرفین یا هر دو طرف زیر سن ۱۸ سال هستند. این نوع از ازدواج‌ها با درجه بالاتری از خشونت خانگی همراه هستند شامل تجاوز زناشویی. این شکل از ازدواج بیشتر در جوامع سنتی رایج است که هیچ قانونی علیه خشونت جنسی در ازدواج ندارند و طلاق نیز بسیار مشکل است. رویدادهایی که در برخی از چنین کشورهایی چون یمن رخ می‌دهد توجه جامعه بین‌الملل را به خودش جلب می‌کند. سازمان بهداشت جهانی تحت عنوان «انواع رایج خشونت جنسی» عنوان کرد که (صفحه 156):
ازدواج اغلب برای مشروعیت بخشیدن به یک سری از انواع خشونت جنسی علیه زنان استفاده شده‌است. رسم ازدواج با کودکان جوان و کم‌سن، به ویژه دختران، در بسیاری از نقاط جهان دیده شده. این عمل که در بسیاری از کشورها قانونی است یک شکل از خشونت جنسی است زیرا کودکان درگیر قادر به لغو یا خودداری کردن از رضایت خود نیستند. اکثریت آن‌ها پیش از اینکه ازدواج کنند چیزی دربارهٔ سکس نمی‌دانند.

## ارتباط با دیگر اشکال خشونت زناشویی
در ایران از نظر مذهبی، رابطه جنسی اجباری در دوره نامزدی به پشتوانه صیغه موقت مجاز بوده و مرد متجاوز فقط در صورت ازاله بکارت می‌بایست جریمه مالی خسارت را به دختر بدهد.

## عوامل پشتیبان این موضوع
زنان جوان از محیط‌های مختلف در آفریقای جنوبی در بررسی‌ها توضیح دادند که حتی اگر احساس رنج و ناراحتی داشته باشند و مایل به رابطه جنسی نباشند، آن‌ها تمایلات شوهران‌شان را پذیرفته‌اند و تسلیم شده‌اند از ترس اینکه اگر تسلیم نشوند کتک خواهند خورد. در بسیاری از کشورهای در حال توسعه این باور بین هم مردان و هم زنان شکل گرفته که شوهر در هر زمانی که خواستار شود مستحق به سکس است و اگر زن نپذیرد مرد حق اعمال زور دارد. این زنان که اکثر آنان بی‌سواد یا بنگلادشی هستند، کل زندگی آن‌ها به شوهرانشان وابسته است و برای نمونه مطابق آمار سال ۲۰۰۵ میزان ۴۵ درصد زنان بین ۲۵ تا ۲۹ سال در سن ۱۵ سالگی ازدواج کرده‌اند. این وضعیت استقلال جنسی زنان را از آنان می‌گیرد. اغلب مواقعی که از طرف شوهران‌شان درخواست رابطه جنسی می‌شود، آن‌ها در موقعیتی نیستند که که بتوانند نپذیرند: آن‌ها مجبورند بین سکس ناخواسته و اتهام تخلف و سرپیچی، یا بین سکس ناخواسته و ترک شدن توسط شوهران‌شان و پایان زندگی در فقر و تنگدستی یکی را انتخاب کنند.

تحمیل رابطه جنسی برخلاف میل زوجه اغلب به عنوان یک خطاکاری غیراخلاقی شناخته نمی‌شود، و از این رو تلاش برای متوقف کردن این سنت بسیار سخت است، «اغلب، مردانی که همسرشان را به یک عمل جنسی وادار می‌کنند معتقدند که کارهایشان شرعی ست زیرا با آن زن ازدواج کرده‌اند». (صفحه ۱۴۹ از WHO). این نظر که رابطه جنسی در ازدواج شرعی است حتی اگر با زور همراه باشد و تحمیل شده باشد در بخش‌هایی از جهان به‌واسطه سنت شیربها است (و البته مهریه): پرداخت شیربها به عنوان حق مرد برای کنترل جنسی و تولید مثلی زن قلمداد می‌شود. زنان سازمان ملل توصیه کرده‌اند که شیربها حذف شود و عنوان کرده‌اند که: 
قانونگذاری باید … حکم کند که متجاوز خشونت خانگی شامل تجاوز زناشویی، نمی‌تواند از این عامل که او قیمت شیربها را پرداخته به عنوان دفاعیه خودش برای اتهام خشونت خانگی استفاده کند. (صفحه ۲۵)

## کشورهایی که تجاوز زناشویی در آن‌ها جرم کیفری می‌باشد
| - آلبانی - آندورا - آنگولا - آرژانتین - استرالیا - اتریش - بلژیک - بلیز - بوتان - بولیوی - بوسنی و هرزگوین - برزیل - بلغارستان - کانادا - کیپ ورد - کامبوج - شیلی - کلمبیا - جمهوری کنگو برازاویل - کاستاریکا - کرواسی - کوبا - قبرس - جمهوری چک - دانمارک - دومینیکا - جمهوری دومینیکن - اکوادور - السالوادور - استونی - فیجی - فنلاند | - فرانسه - گامبیا - گرجستان - آلمان - غنا - یونان - گرنادا - گواتمالا - گینه بیسائو - گویان - هندوراس - هنگ کنگ - مجارستان - ایسلند - ایرلند - اسرائیل - ایتالیا - ژاپن - * کنیا - لتونی - لسوتو - لیبریا - لیختن‌اشتاین - لیتوانی - جمهوری مقدونیه - مالت - موریس - مکزیک - مولداوی - موناکو - مونته‌نگرو - نامیبیا - نپال - هلند | - نیکاراگوئه - نیوزیلند - نروژ - پالائو - پاناما - فیلیپین - لهستان - پرتغال - پرو - رومانی - روسیه - رواندا - سن مارینو - صربستان - سیشل - اسلوونی - سومالی - آفریقای جنوبی - کره جنوبی - اسپانیا - سوازیلند - سوئد - سوئیس - تایوان - تایلند - تونگا - ترینیداد و توباگو - ترکیه - ترکمنستان - اوکراین - پادشاهی متحد بریتانیا - ایالات متحده - اروگوئه - ازبکستان - ونزوئلا - زیمبابوه |

## کشورهایی که تجاوز زناشویی در آن‌ها جرم کیفری نیست
| - جمهوری اسلامی ایران - افغانستان - الجزیره - بحرین - بنگلادش - بوتسوانا - برونئی - جمهوری آفریقای مرکزی - جمهوری خلق چین - چاد - جمهوری دموکراتیک کنگو - مصر - اریتره - اتیوپی - هائیتی - هند - اندونزی - عراق | - ساحل عاج - اردن - کویت - لائوس - لبنان - لیبی - مالاوی - مالی - مالزی - مغولستان - مراکش - میانمار - نیجریه - عمان | - پاکستان - فلسطین - عربستان سعودی - سنگال - سنگاپور - سودان جنوبی - سری‌لانکا - سودان - سوریه - تاجیکستان - تانزانیا - تونس - امارات متحده عربی - اوگاندا - ویتنام - یمن - زامبیا |